# عزت‌دار
عزت‌دار (انگلیسی: Izzatdaar) یا با عزت یک فیلم است که در سال ۱۹۹۰ منتشر شد. از بازیگران آن می‌توان به دیلیپ کومار، گوویندا، و مدوری دیکشیت اشاره کرد.

## بازیگران و صداپیشگان
| نقش          | بازیگر            | دوبلُر              |
| برم داث      | دیلیپ کومار       | حسین عرفانی        |
| ویجی         | گوویندا           | ژرژ پطروسی         |
| موهینی       | مادهوری دیکشیت    | مینو غزنوی         |
| ایندراجیت    | راگهووران         | منوچهر والی زاده   |
| پریم چند     | شفیع اینامدار     | پرویز ربیعی        |
| جیدا شانکر   | شاکتی کاپور       | علی همت مومیوند    |
| مشتاق علی    | انوپم کهیر        | ناصر نظامی         |
| مادر ویجی    | تینا گای          | شهلا ناظریان       |
| سوجتا        | براثی ویشنوواردان | ایران بزرگمهری راد |
| تونی         | دیلیپ داوان       | شهاب عسگری         |
| کوبا         | تج ساپرو          | شهروز ملک آرایی    |
| نگهبان زندان | آسرانی            | تورج نصر           |
| چاگا         | جک گاد            | حسین خدادادبیگی    |